# Syncerebrum
Als Syncerebrum wird das während der Phylogenie der Arthropoden (Gliederfüßer) entwickelte Oberschlundganglion bezeichnet. Das Oberschlundganglion entsteht durch Verschmelzung einzelner Kopfganglien zu einem komplexen Gehirn. Im primären Syncerebrum sind Protocerebrum und Deutocerebrum verschmolzen. Im sekundären Syncerebrum sind Protocerebrum, Deutocerebrum und Tritocerebrum verschmolzen.